# Milan Brglez
Milan Brglez, slovenski politik, mednarodni politolog * 1. september 1967, Celje.
Brglez je nekdanji predsednik Državnega zbora Republike Slovenije in eden od ustanovnih članov Stranke Mira Cerarja (kasneje Stranka modernega centra). 24. avgusta 2018 je prestopil v stranko SD. Na evropskih volitvah 2019 je bil izvoljen za poslanca v Evropskem parlamentu. 

## Akademska kariera
Leta 1992, je na Fakulteti za družbene vede diplomiral iz politologije smer mednarodni odnosi, 1996 je opravil magisterij iz mednarodnopravnih znanosti na ljubljanski Pravni fakulteti in 2006 na FDV še doktoriral na področju mednarodnih odnosov, kjer se je osredotočil na teorijo mednarodnih odnosov z naslovom Pomen nepozitivističnih epistemoloških in realističnih ontoloških predpostavk za osmišljanje mednarodnih odnosov in metodologije njihovega proučevanja. Zaposlen je bil kot visokošolski učitelj (asistent in kasneje docent) na Katedri za mednarodne odnose na Fakulteti za družbene vede, v letih  2008-14 (do vstopa v politiko oz. izvolitve za oredsednika DZ) je bil tudi njen predstojnik. Večkrat je bil izvoljen v senat Fakultete za družbene vede, za člana izvršnega odbora in podpredsednika Društva za Združene narode za Slovenijo ter predsednika Slovenskega politološkega društva (v letih 2007-09 /ali/? 2006-08) ter številnih komisij na fakulteti in Univerzi v Ljubljani, pa tudi Strateškega sveta za zunanje zadeve na Ministrstvu za zunanje zadeve. Od leta 2011 do izvolitve za predsednika Državnega zbora 2014 je bil podpredsednik Rdečega križa Slovenije. Marca 2019 je bil izvoljen za tudi predsednika Šahovske zveze Slovenije (odstopil 2022).
Njegova področja preučevanja in raziskovanja pokrivajo predvsem vprašanja vezana na filozofijo družbenih ved ter dileme, ki obravnavajo mednarodne odnose znotraj sistema družbenih ved. V razumevanju znanosti o mednarodnih odnosih sledi smernicam, ki jih je na Slovenskem zastavil utemeljitelj vede o mednarodnih odnosih na Slovenskem Vlado Benko, čigar zadnji doktorand je bil.
Je (so)avtor 11 znanstvenih člankov, petih poglavij v monografijah in štirih znanstvenih monografij, (so)mentor doktorskim študentom in znanstvenim magisterijem na FDV in PF UL, kot tudi v tujini (Univerza v Bologni – Forli’, Univeza v Benetkah) in več kot sto diplomantom. Skupaj s Stefanom Guzzinijem je bil do 2008 sourednik revije Journal of International Relations and Development – uradne revije Central and East European International Studies Association (CEEISA), ki jo od leta 2004 izdaja Palgrave Macmillan.

## Politična kariera

### Predsednik državnega zbora (2014–2018)
Leta 2014 se je na povabilo Mira Cerarja vključil v Stranko Mira Cerarja (SMC, kasneje Stranka modernega centra) in postal njen podpredsednik. 13. julija je bil na državnozborskih volitvah 2014 izvoljen za poslanca v državnem zboru. V tem sklicu je bil član odbora za zunanjo politiko. 
Brglez je bil predviden za zunanjega ministra v 12. slovenski vladi, vendar je pri snovanju koalicije ta položaj pripadel Karlu Erjavcu. Na predlog SMC je bil Brglez 1. avgusta 2014 s 66 glasovi od 90 poslancev izvoljen za 13. predsednika državnega zbora.

Brglez se je v začetku leta 2017 zapletel v hud spor s Cerarjem glede novega zakona o tujcih, ki ga je predlagala notranja ministrica iz stranke SMC, Vesna Györkös Žnidar. O zakonu je zadržke izrazil tudi Svet Evrope, zakonodajnopravna služba in več nevladnih organizacij ter pravnikov. Brglez je skupaj z nekaterimi drugimi poslanci SMC zakonu nasprotoval in glasoval proti njemu. Zakon je bil s podporo Slovenske demokratske stranke (SDS) in Nove Slovenije (NSi) vseeno sprejet. Kmalu zatem je Cerar Brgleza javno pozval k odstopu s funkcije podpredsednika SMC. Spor nikdar ni bil nikdar popolnoma razrešen.
Brglez se je ponekod omenjal kot kandidat SMC na predsedniških volitvah 2017, vendar je kandidaturo zavrnil.

### Volitve 2018 in prestop v SD
Na državnozborskih volitvah 3. junija 2018 je Brglez kandidiral na listi SMC v volilnem okraju Ljubljana Bežigrad II in bil izvoljen za poslanca. Cerarju je predlagal strankarski kongres, na katerem bi se oba pomerila za položaj predsednika SMC.
Med pogovori o novem predsedniku državnega zbora se je SMC zavzemal, da bi ta položaj pripadel Cerarju. Stranke, ki so nameravale sestaviti koalicijo, so se nagibale h kandidaturi Mateja Tonina (NSi). Temu predlogu je nasprotovala stranka Levica, ki je bila pripravljena za ta položaj podpreti Brgleza, ki je na to izjavil, da bi bil funkcijo pripravljen prevzeti. To pa je bil povod, da je 26. junija izvršni odbor SMC Brgleza soglasno izključil iz stranke. Še vedno je ostal v poslanski skupini SMC, svojih namer pa nekaj časa ni razkrival. Kot razlog je navedel, da ne želi vplivati na takratna koalicijska pogajanja.
24. avgusta 2018 je prestopil v poslansko skupino Socialnih demokratov, ni pa se še včlanil v stranko. Izjavil je, da se ni odločil ustanoviti svoje lastne stranke, ker se mu je zdel levi politični pol že preveč razdrobljen. Nazadnje se je včlanil v SD in bil izvoljen za predsednika Konference SD. Od ustanovitve 2018 je predsednik društva Akademija za družbeno odgovornost. 

### Evropske volitve 2019
Na volitvah v Evropski parlament maja 2019 je na listi SD dobil dovolj preferenčnih glasov, da je bil izvoljen za enega izmed dveh poslancev te stranke (za nosilko liste Tanjo Fajon), čeprav je bil na listi šele na 4. mestu. Je član Odbora za zaposlovanje in socialne zadeve (EMPL), delegacije pri odboru za parlamentarno sodelovanje EU-Rusija (D-RU) in nadomestni član Odbora za okolje, javno zdravje in varnost hrane (ENVI). 

### Predsedniške volitve 2022
Septembra 2022 je sprejel kandidaturo za predsednika Republike Slovenije in se odpovedal funkcijam v stranki SD, ki ga je podprla kot svojega kandidata. Po odstopu njihove kandidatke Marte Kos iz predsedniške tekme ga je za svojega kandidata podprlo tudi Gibanje Svoboda kot največja parlamentarna in koalicijska stanka. Kandidaturo je vložil 26. septembra.
Na volitvah 23. oktobra je zasedel 3. mesto in se ni uvrstil v drugi krog. Prejel je 134.726 oz. 15,45 % glasov.

#### Program in druga stališča
Program:
- Povezovanje, ob različnih pogledih mora biti slišan vsak glas,
- Temelji države izhajajo iz ustave, varovanje ustavne ureditve, pravic in svoboščin in drugega, kot to izhaja iz ustave,
- Zmanjševanje razlik med državljani, sonaravni razvoj, spodbudno okolje za mlade, raziskovalce in znanstvenike,
- Odlični diplomatski odnosi, jasna smer zunanje politike, moderna vojska,
- Zavezništvo mladih in starejših, prijazno okolje do vseh generacij in spolov.[17]

Verjame, da se mora predsednik oglasiti ob kršenju ustave in zakonov ter temeljnih človekovih pravic in svoboščin ter ob razgradnji javnih institucij (npr. RTV in STA). Zavzema se za pomoč Ukrajini pri obrambi svojega ozemlja ter hkratno prizadevanje za končanje vojne z diplomatskimi sredstvi. Energetske krize bi se lotil s skupnim ervopskim pristopom, cena energentov je po njegovem mnenju odvisna tudi od špekulacij na evropskih trgih. Podpira vlaganje v dolgotrajno oskrbo s poudarkom na dvigu plač in izboljšanju pogojev zaposlenih v sektorju. Slovenijo vidi v jedru Evropske unije.
Kot državnika, ki mu je v vzor, je navedel Françoisa Mitterranda.

### Kandidatura za predsednika SD
Po napovedanem odstopu Tanje Fajon je spomladi 2024 kandidiral za predsednka SD, a je na Kongresu Socialnih demokratov 13. aprila 2024 v drugem krogu dobil 172 glasov, 10 manj od zmagovalca Matjaža Hana.

### Evropske volitve 2024
Na evropskih volitvah 2024 je vnovič kandidiral za evroposlanca, tokrat na zadnjem mestu liste SD. Za vnovičen mandat ni bil izvoljen, dobil pa je 8.601 preferenčni glas volivcev.

### Državni sekretar
Po neuspehu na evropskih volitvah ga je julija 2024 Vlada RS (na predlog ministrice Andreje Katič) imenovala za državnega sekretarja na Ministrstvu za pravosodje. Avgusta 2025 je sporočil, da se bo s 1. oktobrom tega leta vrnil na matično fakulteto.

## Zasebno
Njegova partnerka je defektologinja Mateja Gantar.

## Nagrade in priznanja
- Prešernova nagrada Fakultete za družbene vede za diplomsko delo z naslovom Imunitete in privilegiji v novejšem diplomatskem in konzularnem pravu: poskus primerjalne analize (1992).

- Zoretova nagrada za magistrsko delo z naslovom Kodifikacija sodobnega diplomatskega prava.
- nagrada za najboljšo doktorsko disertacijo leta 2006 na FDV (Pomen nepozitivističnih epistemoloških in realističnih ontoloških predpostavk za osmišljanje mednarodnih odnosov in metodologije njihovega proučevanja).
- prejemnik diplome za najboljšega pedagoga na FDV za leto 2012 po izboru Študentskega sveta Univerze v Ljubljani